# 打油詩
打油詩相傳起源於中國唐朝一名叫綽號張打油的書生，其作品《雪詩》：「江上一籠統，井上黑窟窿。黃狗身上白，白狗身上腫。」對雪景作出了生動的描述。後人便將這種用字通俗淺白、俚俗諧謔，而且瑯瑯上口，風格風趣幽默的詩稱為打油詩。打油詩并非劣詩，亦可承載文采或理趣。

## 特徵
打油詩雖然不太講究格律，也不注重對偶和平仄，但一定押韻，亦通常是五字句或七字句組成。常被用來對社會百態作出嘲弄及譏諷，也可以作為謎語。内容和词句通俗诙谐﹑不拘于平仄韵律，要求的文学知识和格律不高，便于普通人口耳相传。同时常為由于社会动荡不安，人们基於对现实批判和社会认识以面对生活的一种抒發表達形式。
创造起来较易，便于广大人民群众接受和记忆，較易於社會中流传散播。